# Llinda de Can Mensió
La Llinda de Can Mensió és un element arquitectònic de Santa Pau (Garrotxa) inclòs a l'Inventari del Patrimoni Arquitectònic de Catalunya.

## Descripció
Can Mensió és una casa de planta baixa amb porxo i tres pisos. No conserva pràcticament res de la fàbrica original, només uns bonics finestrals, avui tapiats. Ha sofert moltes remodelacions posteriors i fa pocs anys es va restaurar la façana principal. Fou construïda amb morter i carreus ben escairats a les obertures. És un casal construït al segle xv i remodelat al XVIII. A la llinda de la porta d'entrada hi diu "HEC ENS REQRIES MEA INQVAT TREPIDABO", "IOANISTO RENTO EX OPIDOSANCTE", "17 66" i "PACISFACTAEX ME XUKAS (…)".